# Real People (Chic-album)
A Real People az amerikai Chic diszkócsapat 4. stúdióalbuma, mely 1980-ban jelent meg az Atlantic Records kiadónál. Az albumról 3 kislemez jelent meg, úgy mint a Rebels We Are, mely az R&B lista 8, míg a Pop slágerlista 8. helyéig jutott, valamint a Real People 51. helyen az R&B listán, és a 79. helyen a Pop listán. A 26 című dal csak az Egyesült Királyságban jelent meg kislemezen.

## Az album dalai
| 1. | Open Up          | Bernard Edwards, Nile Rodgers | 3:52 |
| 2. | Real People      | Edwards, Rodgers              | 5:20 |
| 3. | I Loved You More | Edwards, Rodgers              | 3:06 |
| 4. | I Got Protection | Edwards, Rodgers              | 6:22 |

| 1. | Rebels We Are          | Edwards, Rodgers | 4:53 |
| 2. | Chip Off the Old Block | Edwards, Rodgers | 4:56 |
| 3. | 26                     | Edwards, Rodgers | 3:57 |
| 4. | You Can't Do It Alone  | Edwards, Rodgers | 4:39 |